# Grassatores
Infra-ordre
Les Grassatores sont un infra-ordre d'opilions laniatores qui comprend plus de 3 500 espèces.

## Distribution
Les espèces de cet infra-ordre se rencontrent surtout sous les tropiques.

## Description
Les espèces de cet infra-ordre sont caractérisées par leurs organes sexuels mâles dépourvus de musculature et actionnés par la pression hydraulique et par les griffes tarsiennes doubles de leurs pattes postérieures.

## Liste des familles
Selon World Catalogue of Opiliones (26/10/2021) :
- Assamioidea Sørensen, 1884
  - Assamiidae Sørensen, 1884
  - Pyramidopidae Sharma, Prieto & Giribet, 2011
  - Trionyxellidae Roewer, 1912
- Epedanoidea Sørensen, 1886
  - Beloniscidae Kury, Pérez-González & Proud, 2019
  - Epedanidae Sørensen, 1886
  - Petrobunidae Sharma & Giribet, 2011
  - PodoctidaeRoewer, 1912
  - Tithaeidae Sharma & Giribet, 2011
- Gonyleptoidea Sundevall, 1833
  - Agoristenidae Šilhavý, 1973
  - Askawachidae Kury & Carvalho, 2020
  - Cosmetidae Koch, 1839
  - Cranaidae Roewer, 1913
  - Cryptogeobiidae Kury, 2014
  - Gerdesiidae Bragagnolo, Hara & Pinto-da-Rocha, 2015
  - Gonyleptidae Sundevall, 1833
  - Manaosbiidae Roewer, 1943
  - Metasarcidae Kury, 1994
  - Nomoclastidae Roewer, 1943
  - Otilioleptidae Acosta, 2019
  - Prostygnidae Roewer, 1913
  - Stygnidae Simon, 1879
  - Stygnopsidae Sørensen, 1932
- Phalangodoidea Simon, 1879
  - Phalangodidae Simon, 1879
- Samooidea Sørensen, 1886
  - Biantidae Thorell, 1889
  - Samoidae Sørensen, 1886
  - Neoscotolemon Roewer, 1912
  - Stygnommatidae Roewer, 1923
- Sandokanoidea Özdikmen & Kury, 2007
  - Sandokanidae Özdikmen & Kury, 2007
- Zalmoxoidea Sørensen, 1886
  - Escadabiidae Kury & Pérez-González, 2003
  - Fissiphalliidae Martens, 1988
  - Guasiniidae González-Sponga, 1997
  - Icaleptidae Kury & Pérez-González, 2002
  - Kimulidae Pérez-González, Kury & Alonso-Zarazaga, 2007
  - Zalmoxidae Sørensen, 1886
- superfamille indéterminée
  - Suthepiidae Martens, 2020
- famille indéterminée
  - Alpazia Özdikmen & Kury, 2006
  - Anamota Šilhavý, 1979
  - Arulla Suzuki, 1969
  - Ausulus Roewer, 1927
  - Babrius Thorell, 1890
  - Belemarua Roewer, 1949
  - Biconibunus Roewer, 1915
  - Bindoona Roewer, 1929
  - Bissopius Roewer, 1949
  - Caecobunus Roewer, 1927
  - Caribula Šilhavý, 1979
  - Cleombrotus Sørensen, 1932
  - Contuor Roewer, 1963
  - Costabrimma Goodnight & Goodnight, 1983
  - Detlefilus Roewer, 1949
  - Gjellerupia Roewer, 1913
  - Gunturius Roewer, 1949
  - Heterobabrius Roewer, 1915
  - Ignacianulus Roewer, 1957
  - Isaeolus Roewer, 1954
  - Jimeneziella Kury & Alonso-Zarazaga, 2011
  - Johorella Roewer, 1949
  - Kokoda Roewer, 1949
  - Liomma Roewer, 1959
  - Manuelangelia Kury & Alonso-Zarazaga, 2011
  - Metapellobunus Roewer, 1923
  - Microconomma Roewer, 1915
  - Mirda Šilhavý, 1973
  - Munis Roewer, 1963
  - Neoparalus Özdikmen, 2006
  - Octophthalmus Wood, 1869
  - Ortizia Roewer, 1952
  - Ostracidium Perty, 1833
  - Parabupares Suzuki, 1982
  - Paraconomma Roewer, 1915
  - Paraphalangodus Roewer, 1915
  - Pegulius Roewer, 1949
  - Peltamma Roewer, 1927
  - Pentos Roewer, 1952
  - Phalangodinus Roewer, 1912
  - Philacarus Sørensen, 1932
  - Pseudomitraceras Roewer, 1912
  - Pucallpana Avram & Soares, 1983
  - Seblatus Roewer, 1949
  - Sergitius Roewer, 1949
  - Siryseus Roewer, 1949
  - Spalicus Roewer, 1949
  - Spinolatum Goodnight & Goodnight, 1942
  - Stygnomimus Roewer, 1927
  - Tarmaops Roewer, 1956
  - Turquinia Šilhavý, 1979
  - Tweedielus Roewer, 1933
  - Valifema Šilhavý, 1979

## Publication originale
- Giribet, Edgecombe, Wheeler & Babbitt, 2002 : « Phylogeny of the Arachnida and Opiliones: a combined approach using morphological and molecular sequence data ». Cladistics, vol. 18, no 1, p. 5–70 (lire en ligne).